# Natalia Cruz
Natalia Andrea Rodríguez (Barranquilla, 18 de agosto de 1976) es una periodista, presentadora y actriz colombiana que reside en Miami, Florida, Estados Unidos, ganadora de tres Premios Emmy, ancla del noticiero MegaNews por la cadena Mega TV y del programa sobre bienes raíces Esta Es Tu Casa. Anteriormente vinculada a la cadena Univision, al programa Primer Impacto.

## Biografía
Desde temprana edad mostró pasión por las letras, participando con éxito en competencias literarias y de poesía.
Con apenas 17 años comenzó en los medios de comunicación como lectora de noticias en Radio AM en la Emisora Atlántico de Barranquilla, Colombia.
Estudió comunicación social y periodismo en la Universidad del Norte en su ciudad natal. Al comenzar su carrera universitaria, fue nombrada presentadora de noticias del Noticiero local "CV Noticias" por el canal regional Telecaribe. Mientras en la universidad fue conductora del programa radial "Jazz Vespertino" por Uninorte FM Stereo y presentadora del programa universitario "En Línea" por Telecaribe.
Después de graduarse, el periodista Manuel Teodoro descubrió a esta comunicadora y fue elegida la primera presentadora y reportera del programa "Extra" del Canal Caracol a nivel nacional en Bogotá, Colombia.
En el año 2000 se mudó a la ciudad de Nueva York, y para la cadena hispana de televisión pública HITN, produjo y presentó la serie de programas "Corriente Cultural" y "Noti Cultura".
Entre el 2000 y el 2001 fue la corresponsal desde Nueva York del programa "Despierta América" de la cadena Univisión, y también hizo intervenciones en vivo desde Nueva York para el popular programa "Sábado Gigante".
En agosto de 2001, fue contratada como reportera de "Primera Edición" del "Noticiero 47" de la estación local en el área triestatal de NY, NJ y CT de la cadena Telemundo.
Con apenas un mes como reportera, tuvo que cubrir los Atentados del 11 de septiembre de 2001, fue una de las primeras reporteras en llegar a las Torres Gemelas del World Trade Center, cuando aún estaban en pie y transmitió en vivo desde la zona cero por varias semanas. Su labor periodística fue notada en el libro sobre septiembre 11 "Running toward Danger".; y fue exhibida en la exposición del décimo aniversario de los ataques en el Newseum, un museo interactivo de noticias y periodismo que se encuentra en la avenida Pennsylvania, en Washington D.C.
De octubre de 2002 a septiembre del 2005 fue promovida a presentadora de noticias de las noches en días de semana (6.00 p. m. y 11.00 p. m.) del "Noticiero 47" de Telemundo ahora propiedad de NBC, junto con Jorge Ramos. Su labor como presentadora de noticias le valió el Premio Emmy de la Academia de Artes y Ciencias de la Televisión como mejor presentadora en el 2004.
Fue nominada a 5 Premios Emmy el año siguiente, incluyendo de nuevo mejor presentadora y ganó mejor noticiero del área triestatal.
Ese mismo año 2005 recibió el premio ACE de la Asociación de Cronistas del Espectáculo de Nueva York como locutora televisiva del año 2005.
En marzo de 2006 le fue otorgado su tercer Premio Emmy, por su investigación especial “Plomo en joyería para niños”, en la categoría series en programación de asuntos de interés social.
A principios de 2006, hizo parte de la familia de TeleFutura, como corresponsal desde Nueva York para el programa "En Vivo y Directo".
Más tarde en 2006 pasó a la cadena Univisión, como corresponsal desde Nueva York para el programa "Primer Impacto" que se transmite diariamente de 5:00 p. m. a 6:00 p. m. Siendo merecedora en el 2008 del New York Latin Award, como mejor Reportera de Televisión Nacional.
En septiembre de 2010 se traslada a Miami, FL y continua como corresponsal Personal de "Primer Impacto"; presentando las noticias en diferentes programas de Univision como "Primer Impacto", "Despierta América", "Al Punto" y "Desayuno Alegre"; así como los breves del "Noticiero Univision" y de "Noticias al Minuto" por TeleFutura.
En julio de 2011 Natalia es nombrada la nueva presentadora del programa "Primer Impacto Fin de Semana" que se transmite los fines de semana a las 5pm / 4pm centro; reemplazando a la periodista hondureña Satcha Pretto, quien pasó a ser la presentadora de Noticias en "Despierta América", sustituyendo a su compatriota Neida Sandoval.
En septiembre de 2012 Natalia fue la conductora del especial Primeros pasos hacia el éxito de Es el Momento que resalta la importancia de la educación temprana; grabado en la Casa Blanca contó con la participación de la artista Shakira y el Secretario de Educación Arne Duncan entre otros. En marzo de 2013 ella condujo desde los estudios, la primera transmisión en vivo y directo de Univision de la Misa de Pascua presidida por el Papa Francisco desde el Vaticano; y el 25 de diciembre del mismo año la Misa de Gallo.
En julio del 2016, fue nombrada como presentadora del programa Lo Mejor de Primer Impacto, los domingos a las 5:00 p. m./4:00 p. m. Centro por la cadena Univision. Continuó en Univision hasta mayo de 2018, tras permanecer con la cadena por 12 años.
A partir de diciembre del 2018 es la presentadora de noticias de la nueva edición de Mega News Edición de la Tarde a las 5:30pm (EST)/2:30pm (PST) por Mega TV además de conductora y productora ejecutiva del programa sobre temas de Bienes Raíces "Esta Es Tu Casa" los fines de semana por la misma cadena Mega TV. A partir del 29 de abril de 2019, el horario de MegaNews con Natalia Cruz fue ampliado a una hora desde las 5.00 p. m. (EST)/2.00 p. m. (PST).

## Carrera periodística
Televisión
| Año       | Programa                     | Canal      | Ciudad               | Cargo                                            |
| --------- | ---------------------------- | ---------- | -------------------- | ------------------------------------------------ |
| 2018-2020 | MegaNews Edición de la Tarde | Mega TV    | Miami, FL (USA)      | Presentadora de noticias- 5:00 p. m.             |
| 2018-2020 | Esta es tu Casa              | Mega TV    | Miami, FL (USA)      | Presentadora y Productora Ejecutiva              |
| 2012-2018 | Primer Impacto               | Univisión  | Miami, FL (USA)      | Presentadora de noticias - Corresponsal Personal |
| 2016-2017 | Lo Mejor de Primer Impacto   | Univisión  | Miami, FL (USA)      | Presentadora de noticias - Domingos              |
| 2011-2012 | Primer Impacto Fin de Semana | Univisión  | Miami, FL (USA)      | Presentadora de noticias - Fin de semana         |
| 2010-2011 | Primer Impacto               | Univisión  | Miami, FL (USA)      | Corresponsal Personal                            |
| 2006-2010 | Primer Impacto               | Univisión  | Nueva York, NY (USA) | Corresponsal desde Nueva York                    |
| 2006      | En Vivo y en Directo         | Telefutura | Nueva York, NY (USA) | Corresponsal desde Nueva York                    |
| 2002-2005 | Noticiero 47                 | Telemundo  | Fort Lee, NJ (USA)   | Presentadora de noticias - 6pm y 11pm            |
| 2001-2002 | Noticiero 47                 | Telemundo  | Teterboro, NJ (USA)  | Reportera de noticias - 5am a 7am                |
| 2000-2001 | Despierta América            | Univisión  | Nueva York, NY (USA) | Reportera desde Nueva York                       |
| 2000-2001 | Sábado Gigante               | Univisión  | Nueva York, NY (USA) | Reportera desde Nueva York                       |
| 2000      | Corriente Cultural           | HITN-TV    | Nueva York, NY (USA) | Presentadora y Productora                        |
| 1999-2000 | Extra                        | Caracol    | Bogotá (Col)         | Presentadora y Reportera                         |
| 1997-1999 | En Línea                     | Telecaribe | Barranquilla (Col)   | Presentadora                                     |
| 1994-1996 | CV Noticias                  | Telecaribe | Barranquilla (Col)   | Presentadora de noticias - 8:30pm                |

Radio
| Año       | Programa              | Dial     | Emisora            | Ciudad             | Cargo                     |
| --------- | --------------------- | -------- | ------------------ | ------------------ | ------------------------- |
| 1994-1999 | Jazz Vespertino       | 103.1 FM | Uninorte FM Stereo | Barranquilla (Col) | Locutora del show         |
| 1997-1998 | La Vallenata          | 90.1 FM  | Caracol Radio      | Barranquilla (Col) | Locutora de noticias      |
| 1997-1998 | Corazón Stereo        | 97.6 FM  | Caracol Radio      | Barranquilla (Col) | Directora de Programación |
| 1993-1994 | Atlántico en Noticias | 1070 AM  | Emisora Atlántico  | Barranquilla (Col) | Locutora de noticias      |

## Premios y reconocimientos
- Premio "Latino Show Awards" por su trayectoria periodística. Medellín, Colombia, 25 de octubre de 2017.[40]
- Premio "Estrellas Digitales" como Presentadora de Noticias Influencer del Año 2017. Coral Gables, 9 de junio de 2017.[41]
- Premio "Ángel de Impacto 2016" de Pasarela Ángeles de la Fundación Happy Family. Miami, 1 de octubre de 2016.[42]
- Premio "Mujer de Inspiración 2016" de la Fundación Perla de Esperanza. Junio de 2016.[43]
- Reconocimiento por Latino Show Magazine por su destacada trayectoria y labor con la comunidad latina en Estados Unidos, y por sus 10 años de liderazgo con el programa ‘Primer Impacto’ abril de 2016.[44]
- Jurado del Premio Águila 2015 y 2016, el primer y único reconocimiento internacional para comunicadores hispanos dentro de la industria cristiana.[45]
- Premio "Congo de Oro" del Carnaval de Barranquilla Internacional al Mejor Reportaje 2015, otorgado en el Festival de la Calle 8 en Miami el 13 de marzo de 2016.[46]
- "Madrina Nacional" del Desfile Colombiano de Nueva York en julio de 2015.
- "Premio Colombia 2013". El máximo galardón Colombiano en el exterior, por sus valores personales y servicios a la Comunidad Internacional. Miami (Nov 23, 2013).
- "Invitada de honor" al Bicentenario de Barranquilla por parte de la Alcaldía Distrital de Barranquilla. (7 de abril de 2013)[47]
- Una de las 13 "Top Real Women in Fashion 2012"[48]
- Una de las 19 "Most fashionable people of 2011" en Miami[49]
- Expuesta en la Galería sobre el Décimo aniversario del ataque del 11 de Septiembre en el Museo Newseum de Washington D. C. 2011.
- New York Latin Award 2008, como mejor Reportera de Televisión Nacional.
- Premio Emmy 2006 de la Academia de Artes y Ciencias de la Televisión, por su investigación especial “Plomo en joyería para niños”, en la categoría series en programación de asuntos de interés social.
- Premio ACE 2005 de la Asociación de Cronistas del Espectáculo de Nueva York como Locutora Televisiva del año.
- Premio Emmy 2005 de la Academia de Artes y Ciencias de la Televisión, como mejor noticiero del área tri-estatal (NY, NJ & CT).
- 5 Nominaciones al Premio Emmy 2005 incluyendo una por segundo año consecutivo como mejor presentadora, mejor segmento político, mejor cobertura especial y 2 como mejor noticiero.
- Premio Emmy 2004 de la Academia de Artes y Ciencias de la Televisión, como mejor Presentadora de noticias.
- Nominación al Premio Emmy 2004 de la Academia de Artes y Ciencias de la Televisión, como mejor noticiero del área tri-estatal.
- Premio "Nemqueteba" 2004 por Colombianos Rompiendo Barreras, en reconocimiento a su labor en favor del fortalecimiento de la comunidad hispana en Estados Unidos.
- Reconocimiento por su Dedicación y Apoyo a la comunidad colombiana e hispana otorgada por el Centro Cívico Colombiano de NY.
- Latino Community Leadership Award 2004, en reconocimiento por su liderazgo y ejemplar servicio a la comunidad latina dado por el Bergen Community College.
- Nominación a los Premios ACE de la Asociación de Cronistas del Espectáculo de NY como mejor presentadora del año 2003.
- Nominación a los Premios ACE de la Asociación de Cronistas del Espectáculo de NY como mejor reportera del año 2002.
- Honor al Mérito, otorgado por el Desfile Hispanoamericano de NJ, por su trabajo periodístico sobre los Atentados del 11 de septiembre de 2001.
- Promotora voluntaria de Campañas de ONG tales como jornadas de donación de sangre de la Cruz Roja, World Vision y Children International.
- Madrina en repetidas ocasiones de diferentes festivales latinos, tales como Festival Independencia de Colombia de Nueva York, Desfile colombiano de Nueva York, Desfile de la Hispanidad de la 5.ª Ave, Desfile Hispanoamericano de Nueva Jersey, Desfile hispano de Bayonne, Desfile puertorriqueño de Nueva York, Desfile dominicano de Nueva York, Feria de Cali de Elizabeth NJ, entre otros.
- Maestra de Ceremonias de diversos eventos y foros comunitarios en Nueva York, Nueva Jersey y Florida.